# Guy Fieri
Guy Ramsay Ferry (Columbus, Ohio, 1968. január 22. –) amerikai étterem-tulajdonos, vendéglátóipari szakember, Emmy-díjas televíziós személyiség, komikus, színész, és szinkronszínész.

## Életpályája
Penelope Anne (Price) és Lewis James Ferry fiaként született. Ferndale-ben, Kaliforniában nőtt fel. Apai nagyapja olasz származású volt. Amikor 1995-ben megházasodott, megváltoztatta a vezetéknevét, családjának eredeti családnevére, a Fierire, tisztelegve ezzel bevándorló nagyapja, Giuseppe Fieri előtt.

## Fordítás
- Ez a szócikk részben vagy egészben  a   Guy Fieri című angol Wikipédia-szócikk fordításán alapul.  Az eredeti cikk szerkesztőit annak laptörténete sorolja fel. Ez a jelzés csupán a megfogalmazás eredetét és a szerzői jogokat jelzi, nem szolgál a cikkben szereplő információk forrásmegjelöléseként.